# Le Vigan (quận)
Quận Le Vigan là một quận của Pháp, nằm ở tỉnh Gard, trong vùng Occitanie. Quận này có 10 tổng và 75 xã.

## Các đơn vị hành chính

### Các tổng
Các tổng của quận Le Vigan là: 
1. Alzon
2. Lasalle
3. Quissac
4. Saint-André-de-Valborgne
5. Saint-Hippolyte-du-Fort
6. Sauve
7. Sumène
8. Trèves
9. Valleraugue
10. Le Vigan

### Các xã
Các xã của quận Le Vigan, và mã INSEE là: 
| 1. Alzon (30009)                       | 2. Arphy (30015)                     | 3. Arre (30016)                                 | 4. Arrigas (30017)                   |
| 5. Aulas (30024)                       | 6. Aumessas (30025)                  | 7. Avèze (30026)                                | 8. Bez-et-Esparon (30038)            |
| 9. Blandas (30040)                     | 10. Bragassargues (30050)            | 11. Brouzet-lès-Quissac (30054)                 | 12. Bréau-et-Salagosse (30052)       |
| 13. Campestre-et-Luc (30064)           | 14. Canaules-et-Argentières (30065)  | 15. Cannes-et-Clairan (30066)                   | 16. Carnas (30069)                   |
| 17. Causse-Bégon (30074)               | 18. Colognac (30087)                 | 19. Conqueyrac (30093)                          | 20. Corconne (30095)                 |
| 21. Cros (30099)                       | 22. Dourbies (30105)                 | 23. Durfort-et-Saint-Martin-de-Sossenac (30106) | 24. Fressac (30119)                  |
| 25. Gailhan (30121)                    | 26. L'Estréchure (30108)             | 27. La Cadière-et-Cambo (30058)                 | 28. Lanuéjols (30139)                |
| 29. Lasalle (30140)                    | 30. Le Vigan (30350)                 | 31. Les Plantiers (30198)                       | 32. Liouc (30148)                    |
| 33. Logrian-Florian (30150)            | 34. Mandagout (30154)                | 35. Mars (30157)                                | 36. Molières-Cavaillac (30170)       |
| 37. Monoblet (30172)                   | 38. Montdardier (30176)              | 39. Notre-Dame-de-la-Rouvière (30190)           | 40. Orthoux-Sérignac-Quilhan (30192) |
| 41. Peyrolles (30195)                  | 42. Pommiers (30199)                 | 43. Pompignan (30200)                           | 44. Puechredon (30208)               |
| 45. Quissac (30210)                    | 46. Revens (30213)                   | 47. Rogues (30219)                              | 48. Roquedur (30220)                 |
| 49. Saint-André-de-Majencoules (30229) | 50. Saint-André-de-Valborgne (30231) | 51. Saint-Bonnet-de-Salendrinque (30236)        | 52. Saint-Bresson (30238)            |
| 53. Saint-Félix-de-Pallières (30252)   | 54. Saint-Hippolyte-du-Fort (30263)  | 55. Saint-Jean-de-Crieulon (30265)              | 56. Saint-Julien-de-la-Nef (30272)   |
| 57. Saint-Laurent-le-Minier (30280)    | 58. Saint-Martial (30283)            | 59. Saint-Nazaire-des-Gardies (30289)           | 60. Saint-Roman-de-Codières (30296)  |
| 61. Saint-Sauveur-Camprieu (30297)     | 62. Saint-Théodorit (30300)          | 63. Sainte-Croix-de-Caderle (30246)             | 64. Sardan (30309)                   |
| 65. Saumane (30310)                    | 66. Sauve (30311)                    | 67. Savignargues (30314)                        | 68. Soudorgues (30322)               |
| 69. Sumène (30325)                     | 70. Thoiras (30329)                  | 71. Trèves (30332)                              | 72. Vabres (30335)                   |
| 73. Valleraugue (30339)                | 74. Vic-le-Fesq (30349)              | 75. Vissec (30353)                              |                                      |